# Рождество в круиз
«Рождество в круизе» (итал. Natale in crociera — итальянский комедийный фильм, снятый режиссёром Нери Паренти в 2007 году.

## Сюжет
Рождество. Когда жена Франческа и его сын собираются поехать в горы, Паоло Чоффа (Кристиан Де Сика), решает отправиться в круиз с любовницей Магдой Венни. Но Федерико попадает в аварию на мотоцикле, и поэтому он должен остаться дома с мамой, и это разрушает планы Фабио.
Его шурин Феличе (Алессандро Сиани) пытается покончить свою жизнь из-за того, что его бросила девушка. Врач советует ему поехать в отпуск, чтобы вернуть себе хорошее настроение. Фабио пользуется ситуацией: он едет в Санто-Доминго с шурином и любовницей. Проблема возникает, когда Феличе и Магда влюбляются друг в друга.
В Доминиканской Республике ещё есть писатель Луиджи Коппия (Фабио Де Луиджи), который в своих книгах советует мужчинам никогда не вступать в брак. Он шафер на свадьбе его друга Пиеро, а шафер супруги —  Микела (Мишель Хунцикер), любитель животных. Микела и Луиджи ненавидят друг друга, но по ошибке они женятся вместо своих друзей.

## В главных ролях
- Кристиан Де Сика — Паоло Чоффа
- Алессандро Сиани — Феличе Занки
- Фабио Де Луиджи — Луиджи Коппиа
- Мишель Хунцикер — Микела Баччи
- Маурицио Айелло — Пиеро
- Аида Йеспика — Магда Венни
- Нэнси Брилли — Франческа Занки